# 埃尔德·德索萨
埃尔德·德索萨（葡萄牙語：Hélder de Souza，1901年11月28日—？），葡萄牙男子马术运动员。他曾代表葡萄牙参加1924年、1928年和1948年夏季奥林匹克运动会马术比赛，其中1924年奥运会获得一枚铜牌。